# El Minguet
El Minguet és una muntanya de 1.640 metres que es troba al municipi de les Valls d'Aguilar, a la comarca de l'Alt Urgell.